# Maria Aldernaght

Miss Armstrong, Maria Aldernaght, 1947, Koninklijk Museum voor Schone Kunsten Antwerpen

Maria Aldernaght (Antwerpen, 2 augustus 1902 - Deurne, 31 maart 1991) was een Vlaamse kunstschilder en graveerder uit Antwerpen. Ze stond bekend voor haar landschappen, stillevens, en portretten, en haar houtsneden voor ex-librissen.

## Leven en werk
Maria werd geboren te Antwerpen in 1902 en genoot een kunstopleiding aan de Antwerpse Academie.
Ze was gehuwd met de natuurkundige Raymond Naveau. De broers van Maria’s echtgenoot lieten een woning bouwen aan de Venneborglaan in Antwerpen, met privaat kunstatelier voor Maria. Deze woning draagt nog steeds de naam Naveau-Aldernaght en is bouwkundig erfgoed.
Maria Aldernaght werd in haar tijd als kunstenaar geapprecieerd. Zo noemde het blad Dietse Warande en Belfort haar in 1927 “een geboren schilderes, veelzijdig, vol durf”. Als graveerder mocht ze ook ex-librissen ontwerpen en waren haar houtsneden als illustraties te vinden in bijvoorbeeld De Vloek door Anton van de Velde.
Aldernaght overleed te Deurne in 1991. Het grafmonument van haar en haar echtgenoot Raymond Naveau bevond zich op de begraafplaats Silsburg, maar werd in 1994 verwijderd.
Haar werken zijn te bezichtigen in het KMSKA. In de parochiekerk Sint-Amandus te Antwerpen is het schilderij boven het Sint-Jozefsaltaar van haar hand: ze schilderde er de acht zingende engelen.

## Meer informatie
- Maria Aldernaght op de Vlaamse Kunstcollectie